# Leaving This World Behind
Leaving This World Behind è un singolo del gruppo musicale statunitense Starset, pubblicato il 24 settembre 2021 come terzo estratto dal quarto album in studio Horizons.

## Video musicale
Il video, reso disponibile nello stesso giorno, mostra un ragazzo sotto il controllo di un'intelligenza artificiale che si precipita davanti a un vecchio televisore presente in una stanza vuota e dove viene sottoposto a un colorato spettro che sfreccia verso una destinazione centrale senza fine mentre occasionalmente un logo centralizzato sembra continuare la sua programmazione.

## Tracce
1. Leaving This World Behind – 4:27
2. The Breach – 4:20
3. Infected – 3:08

## Formazione
Hanno partecipato alle registrazioni, secondo le note di copertina di Horizons:
Musicisti
- Dustin Bates – voce
- Paul Trust – interludi, arrangiamento strumenti ad arco
- Jasen Rauch – chitarra, basso
- Isaiah Perez – batteria
- Joe Rickard – programmazione
- Alex Niceford – programmazione
- David Davidson – violino
- Conni Ellisor – violino
- Seanad Chang – viola
- Paul Nelson – violoncello

Produzione
- Joe Rickard – produzione, ingegneria del suono
- Dustin Bates – produzione esecutiva
- Jasen Rauch – ingegneria parti di batteria
- Dan Lancaster – missaggio
- Niel Nielsen – mastering
- Taylor Pollert – ingegneria strumenti ad arco